# Gynandria

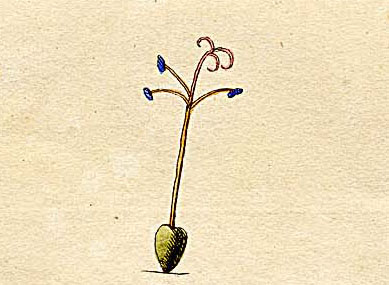
Gynandria

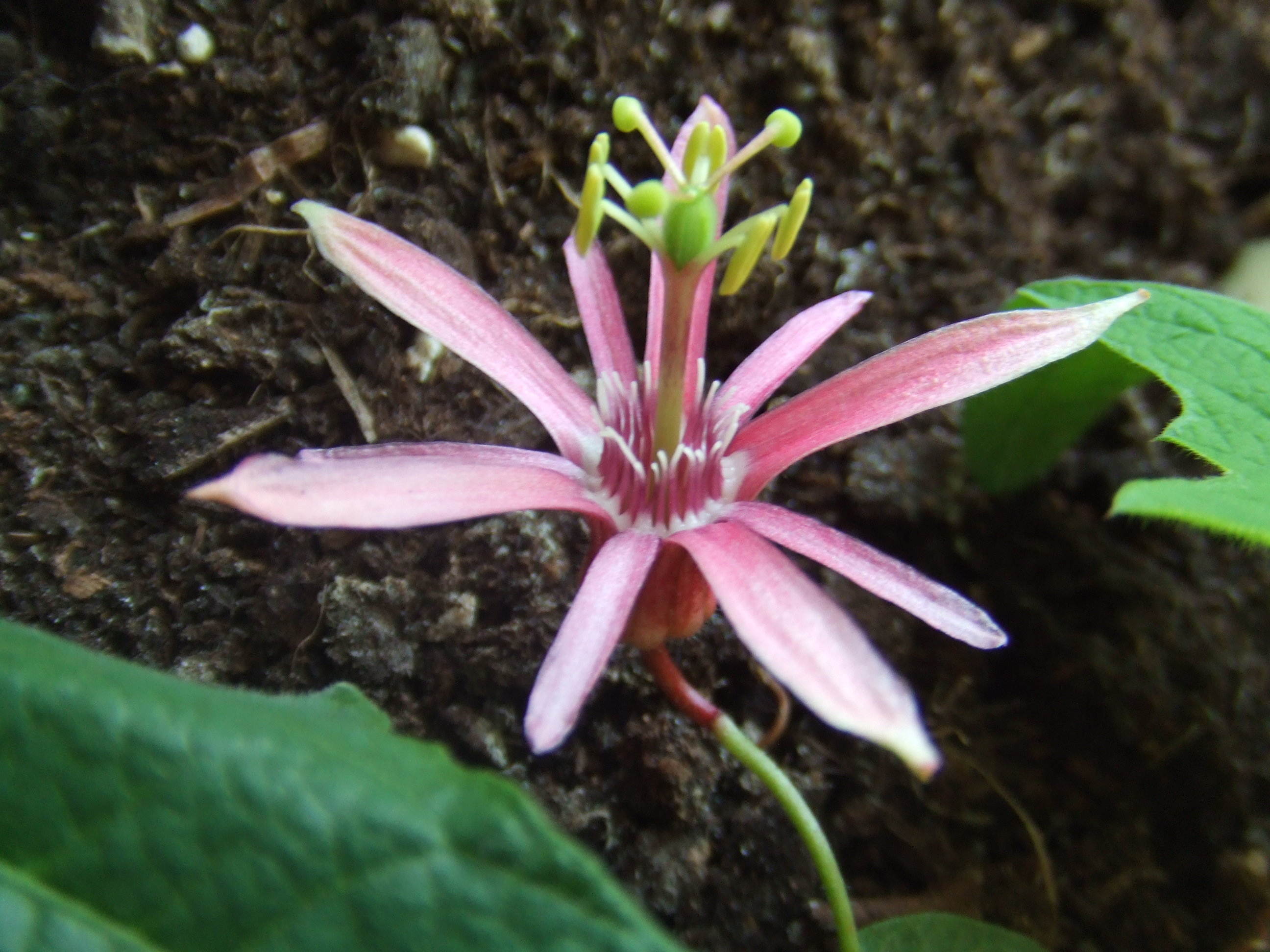
Gynandria na espécie Passiflora sanguinolenta

Em botânica, gynandria  é uma classe de plantas segundo o sistema de Linné.  Apresentam flores hermafroditas com os estames soldados ao pistilo.
As ordens e os gêneros que constituem esta classe são:
Ordem 1. Diandria (com dois estames)
Gêneros: Orchis, Satyrium, Ophrys, Serapias, Limodorum, Arethusa, Cypripedium, Epidendrum
Ordem 2. Triandria (com três estames)
Gêneros: Sisyrinchium
Ordem 3. Tetrandria (com quatro estames)
Gêneros: Nepenthes
Ordem 4. Pentandria (com cinco estames)
Gêneros: Passiflora
Ordem 5. Hexandria (com seis estames)
Gêneros: Aristolochia, Pistia
Ordem 6. Decandria (com dez estames)
Gêneros: Helicteres
Ordem 7. Polyandria (com vinte ou mais estames)
Gêneros: Grewia, Arum, Dracontium, Calla, Pothos, Zostera

## Ordem gynandria
No mesmo sistema de classificação, gynandria é uma ordem das classes  Monoecia e  Dioecia.